# آپر ریسینگتون
آپر ریسینگتون (به انگلیسی: Upper Rissington) یک روستا و محله مدنی در بریتانیا است که در Cotswold واقع شده‌است. آپر ریسینگتون ۱٬۰۴۶ نفر جمعیت دارد.